# Argusto
Argusto är en ort och kommun i provinsen Catanzaro i regionen Kalabrien i Italien. Kommunen hade 495 invånare (2018).